# Hirriusa bidentata
Hirriusa bidentata là một loài nhện trong họ Philodromidae.
Loài này thuộc chi Hirriusa. Hirriusa bidentata được George Newbold Lawrence miêu tả năm 1927.